# Зеја (река)
Зеја (рус. Зея) је река у Русији, лева притока реке Амур.
Зеја је дугачка 1.242 km, а површина басена 233.000 km². Тече кроз Амурску област и улива се у реку Амур код града Благовјешченска. Извире у планинском масиву Токијски Становик (рус. Токийский Становик)
Притоке: Ток (Ток), Муљмуга (Мульмуга), Бријанта (Брянта), Гиљуј (Гилюй), Уркан (Уркан), Купури (Купури), Арги (Арги), Деп (Деп), Селемџа (Селемджа).
Градови на реци: Зеја (Зея), Свободниј (Свободный), Благовјешченск (Благовещенск).